# 노랑섬 (신안군)
노랑섬은 전라남도 신안군에 있는 섬이다.

## 같이 보기
- 한국의 섬
- 전라남도